# Christoph Werner Konrad
Christoph Werner Konrad (n. 28 august 1957, Bochum, Germania) este un om politic german, membru al Parlamentului European în perioada 1999-2004 din partea Germaniei.
1. ↑  „Christoph Werner Konrad”, Gemeinsame Normdatei, accesat în 10 decembrie 2014
2. ↑  Deputații în Parlamentul European